# St. Andreas (Hohendilching)

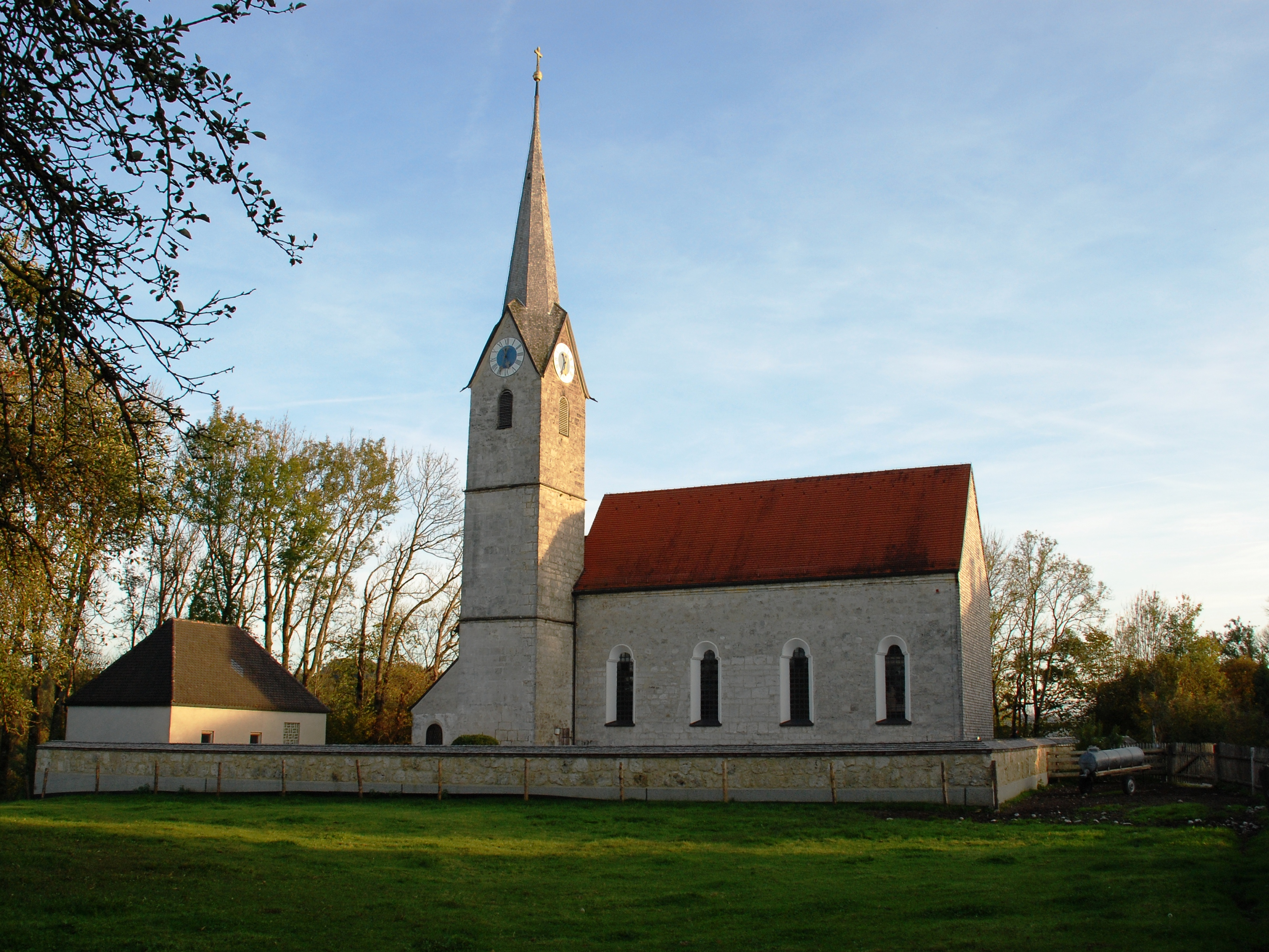
St. Andreas in Hohendilching

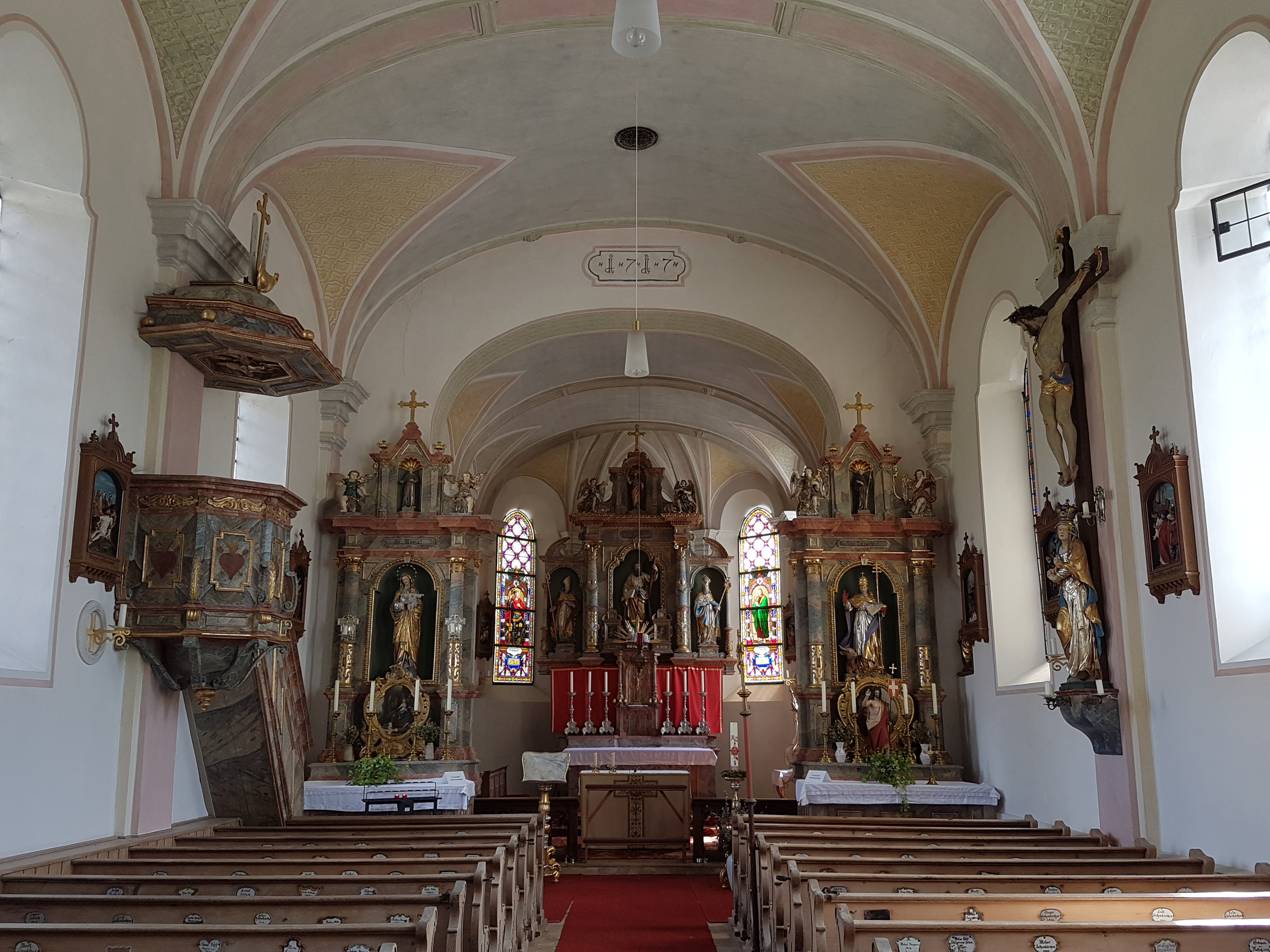
Innenraum

St. Andreas heißt die römisch-katholischen Filialkirche in Hohendilching, einem Gemeindeteil von Valley im oberbayerischen Landkreis Miesbach. Sie steht in der Liste der Baudenkmäler in Valley als Baudenkmal unter der Nr. D-1-82-133-20. Die Kirche gehört zum Dekanat Miesbach im Erzbistum München und Freising.

## Beschreibung
Die im Kern romanische, unverputzte Saalkirche wurde im 15. Jahrhundert spätgotisch ausgebaut und 1670 barockisiert. Sie besteht aus dem 1797 nach Westen verlängerten Langhaus, dem eingezogenen, dreiseitig geschlossenen Chor aus dem 15. Jahrhundert im Osten und dem Chorflankenturm an der Nordwand des Chors. Der Turm wurde 1831 um einem Geschoss für den Glockenstuhl mit drei Kirchenglocken erhöht. Zwischen den Giebeln mit den Zifferblätter der Turmuhr erhebt sich seit 1871 ein spitzer Helm.
Der Innenraum ist mit einem Tonnengewölbe überspannt, das sich über Pilastern erhebt. Die drei Altäre, der Hochaltar im Chor und die Seitenaltäre vor dem Chorbogen, wurden um 1880 aufgestellt.